# Hypoleria brevicula
Hypoleria brevicula är en fjärilsart som beskrevs av Ferriera d'almeida 1951. Hypoleria brevicula ingår i släktet Hypoleria och familjen praktfjärilar. Inga underarter finns listade i Catalogue of Life.